# تور جانسون
توره یوهانسون (سوئدی: Tore Johansson؛ ۱۹ اکتبر ۱۹۰۳ – ۱۲ مهٔ ۱۹۷۱) که بیشتر با نام تور جانسون (انگلیسی: Tor Johnson؛ مشهور به Super Swedish Angel) شناخته شده است؛ یک کشتی‌گیر حرفه‌ای و هنرپیشه اهل سوئد بود. وی بین سال‌های ۱۹۳۴ تا ۱۹۶۱ میلادی فعالیت می‌کرد.
از فیلم‌ها یا برنامه‌های تلویزیونی که وی در آن نقش داشته است می‌توان به طرح شماره ۹ بیرون از فضا، عروس هیولا اشاره کرد.
تور جانسون در سنگین‌ترین توزین خود، ۱۸۱ کیلوگرم (۴۰۰ پوند) وزن داشت. وی پس از مهاجرت به کالیفرنیا، سال ۱۹۳۴ میلادی، در اوایل شروع به قبول نقش‌های کوتاهی در فیلم‌ها به عنوان وزنه‌برداری قدرتمند کرد. در اوایل دهه ۱۹۶۰ میلادی حضورحرفه‌ای وی در فیلم به پایان رسید. با این حال او همچنان به حضور در تلویزیون و تعدادی از آگهی‌های بازرگانی ادامه داد.
در سال ۱۹۷۱ میلادی، جانسون بر اثر نارسایی قلبی در بیمارستان در سان فرناندو، کالیفرنیا واقع‌در دره سن فرناندو درگذشت. او در کالیفرنیا به خاک سپرده شد.
جانسون توسط تیم برتون در فیلم اد وود (۱۹۹۴) به تصویر کشیده شد.

## فیلم‌شناسی
| سال  | فیلم                                      | نقش                         | توضیح |
| ---- | ----------------------------------------- | --------------------------- | ----- |
| ۱۹۳۴ | پرستار رسمی                               | سانیوچ                      |       |
| ۱۹۳۴ | Kid Millions                              | Torturer                    |       |
| ۱۹۳۵ | Man on the Flying Trapeze                 | Tosoff                      |       |
| ۱۹۳۶ | Under Two Flags                           | Bidou                       |       |
| ۱۹۴۱ | Shadow of the Thin Man                    | جک قاتل                     |       |
| ۱۹۴۴ | روح کانترویل                              | Bold Sir Guy                |       |
| ۱۹۴۴ | Lost in a Harem                           | Majordomo                   |       |
| ۱۹۴۵ | سودان                                     | برده                        |       |
| ۱۹۴۷ | Road to Rio                               | Sandor                      |       |
| ۱۹۴۸ | وضعیت کشور                                | Wrestler                    |       |
| ۱۹۴۸ | Behind Locked Doors                       | The Champ                   |       |
| ۱۹۵۰ | Abbott and Costello in the Foreign Legion | ابو بِن                      |       |
| ۱۹۵۱ | The Lemon Drop Kid                        | Super Swedish Angel         |       |
| ۱۹۵۱ | Angels in the Outfield                    | Wrestler On TV              |       |
| ۱۹۵۲ | داستان سان فرانسیسکو                      | باک                         |       |
| ۱۹۵۲ | بانوی در ماسک آهن                         | رِناس                        |       |
| ۱۹۵۳ | هودینی                                    | مرد قوی                     |       |
| ۱۹۵۵ | عروس هیولا                                | لوبو                        |       |
| ۱۹۵۶ | چرخ و فلک                                 | مرد قوی                     |       |
| ۱۹۵۶ | The Black Sleep                           | آقای کاری                   |       |
| ۱۹۵۷ | Journey to Freedom                        | Giant Turk                  |       |
| ۱۹۵۷ | The Unearthly                             | Lobo                        |       |
| ۱۹۵۹ | Night of the Ghouls                       | Lobo                        |       |
| ۱۹۵۹ | طرح شماره ۹ بیرون از فضا                  | Inspector Daniel Clay       |       |
| ۱۹۶۱ | The Beast of Yucca Flats                  | Joseph Javorsky / The Beast |       |

### تلویزیون
| سال       | فیلم                             | نقش                               | توضیح  |
| --------- | -------------------------------- | --------------------------------- | ------ |
| ۱۹۵۳–۱۹۵۴ | You Are There                    |                                   | ۲ قسمت |
| ۱۹۵۴      | General Electric Theater         | مرد طاس                           | ۱ قسمت |
| ۱۹۵۴      | Rocky Jones, Space Ranger        | Naboro                            | ۱ قسمت |
| ۱۹۵۶      | The Adventures of Hiram Holliday | مرد قوی                           | ۱ قسمت |
| ۱۹۶۰      | Adventures in Paradise           | Miko in "Once Around the Circuit" | ۱ قسمت |
| ۱۹۶۰      | Peter Gunn                       | برونو                             | ۱ قسمت |
| ۱۹۶۰      | بونانزا                          | Busthead Brannigan                | ۱ قسمت |
| ۱۹۶۱      | Shirley Temple's Storybook       | مرد قوی                           | ۱ قسمت |